# Umarkote
Umarkote là một thị xã và là nơi đặt ủy ban khu vực quy hoạch (notified area committee) của quận Nabarangapur thuộc bang Orissa, Ấn Độ.

## Nhân khẩu
Theo điều tra dân số năm 2001 của Ấn Độ, Umarkote có dân số 24.853 người. Phái nam chiếm 51% tổng số dân và phái nữ chiếm 49%. Umarkote có tỷ lệ 56% biết đọc biết viết, thấp hơn tỷ lệ trung bình toàn quốc là 59,5%: tỷ lệ cho phái nam là 65%, và tỷ lệ cho phái nữ là 47%. Tại Umarkote, 15% dân số nhỏ hơn 6 tuổi.